# Klimenti
Klimenti ili Klementinci (alb. Këlmend i Kelmendi), sjevernoalbansko pleme s područja Prokletija.
Dijelilo se na četiri veća bratstva (Selca, Nikči, Vukli i Boge). Od 16. stoljeća spominju se u izvorima kao mnogobrojno i snažno pleme koje je često ratovalo protiv Osmanlija udružujući se povremeno s Crnogorcima, Mlečanima i Austrijom. U 18. stoljeću dolazi do islamizacije i iseljavanja s područja Prokletija. Jedan se dio katoličkih Klimenata u prvoj polovici 18. stoljeća doselio u sela Hrtkovce i Nikince u Srijemu, gdje su se do kraja 19. stoljeća pohrvatili.

## Ime i podrijetlo
Ime Klimenti dovodi se u vezu s bizantskom utvrdom Clementiana na putu između Skadra i Prizrena, dok se za drugi naziv Klementinci smatra da dolazi od imena pape Klementa, zbog njihove privrženosti katoličanstvu.

## Povijest
Albanska plemena Bjelopavlići i Klimenti 1657. sudjeluju u borbi protiv Turaka i obrani grada Kotora.

## Poznate osobe
- Osnivač dinastije Karađorđevića i »otac srpskog naroda« Đorđe Petrović podrijetlom je Klimentinac po djedu Jovan Mršinu Kilmenti.[2]